# 贝克奖
贝克奖，又称为皇家学会贝克奖（Royal Society Bakerian Medal），是英国皇家学会授予杰出科学家的首要奖章之一。 
贝克奖包括两个部分，即奖章和讲座，获奖者须做出物理科学相关的主题报告。该奖每年颁发给物理领域（包含计算机科学）的个人。

## 历史
该奖始于1774年，当时英国博物学家亨利·贝克捐出了100英镑，设立了一个由英国皇家学会会士就自然历史或实验哲学进行演讲的论坛。

## 获奖者

### 21世纪
2024年获奖者，米歇尔·多尔蒂，表彰她对土星卡西尼磁场仪器的贡献、关于土卫二潜在生命支持的开创性发现，以及对即将到来的木星冰卫星探测任务的贡献。